# 克雷斯特維尤 (新墨西哥州)
克雷斯特維尤（英語：Crestview）是位於美國新墨西哥州麥金萊縣的普查規定居民點。

## 人口
根據2020年美國人口普查的數據，克雷斯特維尤的面積為3.37平方千米，皆為陸地。當地共有人口279人，而人口密度為每平方千米82.79人。